# Paganino Gaudenzi

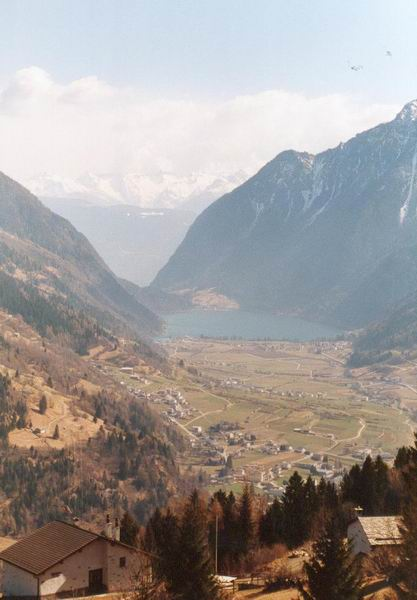
Val Poschiavo

Paganino Gaudenzi (Poschiavo; 3 de junio de 1595-Pisa; 3 de enero de 1649) fue un escritor, teólogo y sacerdote suizo; fue también ministro del Cantón de los Grisones donde había nacido que entonces formaba parte de la República de las Tres Ligas.

## Orígenes
Su familia se había convertido al protestantismo, como sucedió con una buena parte de los habitantes del cantón, y Paganino era primo del presbítero y diplomático Bernardino (1595-1668). Estudió derecho y teología en varias universidades, y finalmente se graduó en 1614 en la Universidad de Tübinga, Alemania. 
Repatriado a su Val Poschiavo, se convirtió en pastor del rito reformado, cerca de su ciudad natal (exactamente en Mese, Poschiavo y finalmente en Chiavenna); en 1616 se convirtió al catolicismo, tal vez siguiendo la lectura de textos patrísticos. Al año siguiente, su conversión le valió el arresto en Valchiavenna. 

## Periodo romano

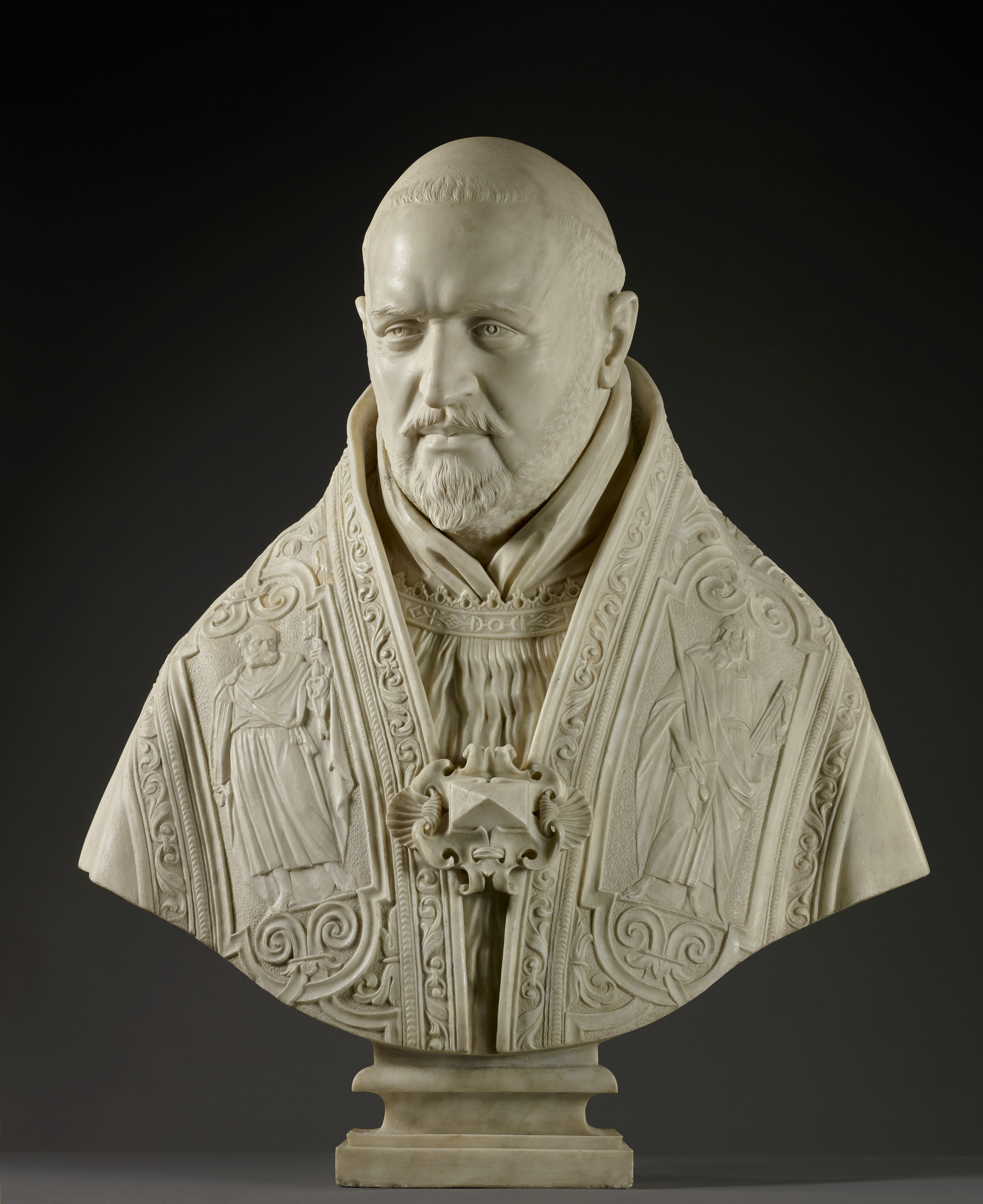
Busto de Pablo V por Bernini

Después de su liberación fue a Roma, donde conoció a Muzio Vitelleschi, general de los jesuitas, que lo presentó a la corte de Pablo V. Gaudenzi se convirtió en "protegido" del Papa, mientras tanto recibió las órdenes menores y comenzó a recibir algunas tareas . Por ejemplo, la Congregación de la Propaganda de la Fe lo envió a su tierra natal en 1623 para llevar a cabo proselitismo, para recuperar almas del protestantismo. La misión, para la cual Gaudenzi escribió el tratado De incertitudine Calvinianae doctrinae, comenzó mientras se instalaba una guarnición militar papal en el valle estratégico de la Valtellina con la tarea de prevenir un enfrentamiento entre los ejércitos de Francia y España en el contexto de la guerra de treinta años, y la presencia de la " fuerza de paz " facilitó muchas conversiones  . Después del viaje, sin embargo, Gaudenzi regresó al Vaticano llevando consigo dudas muy profundas y la intención de casarse. 
Asistió a la Academia de los Humoristas, y al mismo tiempo realizó nuevos estudios de latín, alemán, caldeo y hebreo; en particular se dedicó al griego antiguo, tanto es así que en algunas biografías está calificado como erudito griego. También tuvo buenas relaciones con la familia Barberini, de donde provenía el papa Urbano VIII, a quien Gaudenzi había conocido antes de su elección al trono papal.
En 1625 fue nombrado profesor de griego en la universidad romana de La Sapienza, y publicó casi simultáneamente De dogmatibus et ritibus veteris Ecclesiae. Haereticorum huius temporis, y praesertim Calvinianorum testifimonia. La recepción recibida por este trabajo fue influenciada en un sentido negativo por su modalidad de extensión, ya que en apoyo de las tesis del cardenal jesuita Roberto Bellarmino, Gaudenzi aportó ideas que "no estaban adecuadamente" contradichas en la línea de la ortodoxia del hereje dálmata Marco Antonio de Dominis. La mención de De Dominis tampoco fue insignificante: el año anterior el hereje había muerto de muerte natural mientras estaba recluido en el Castillo de Sant'Angelo a la espera de juicio de la Inquisición en su contra, y después de la muerte fue sentenciado a muerte en la hoguera post mortem (su cadáver fue quemado, extraído del ataúd) y a maldición de su memoria. 
De hecho, algunas descripciones de Gaudenzi que se extraen de la correspondencia con Gabriel Naudé y de otros escritos de este último, nos llevan a definición de imprudencia e impulsividad intelectual (cum impetu omnia facit), mientras que para su amigo Boulliau « Il est bon homme, franc, et un peu libre pur le païs où il est » ( es un buen hombre, franco, pero un poco libre para el país donde está).

## Confinamiento en Pisa

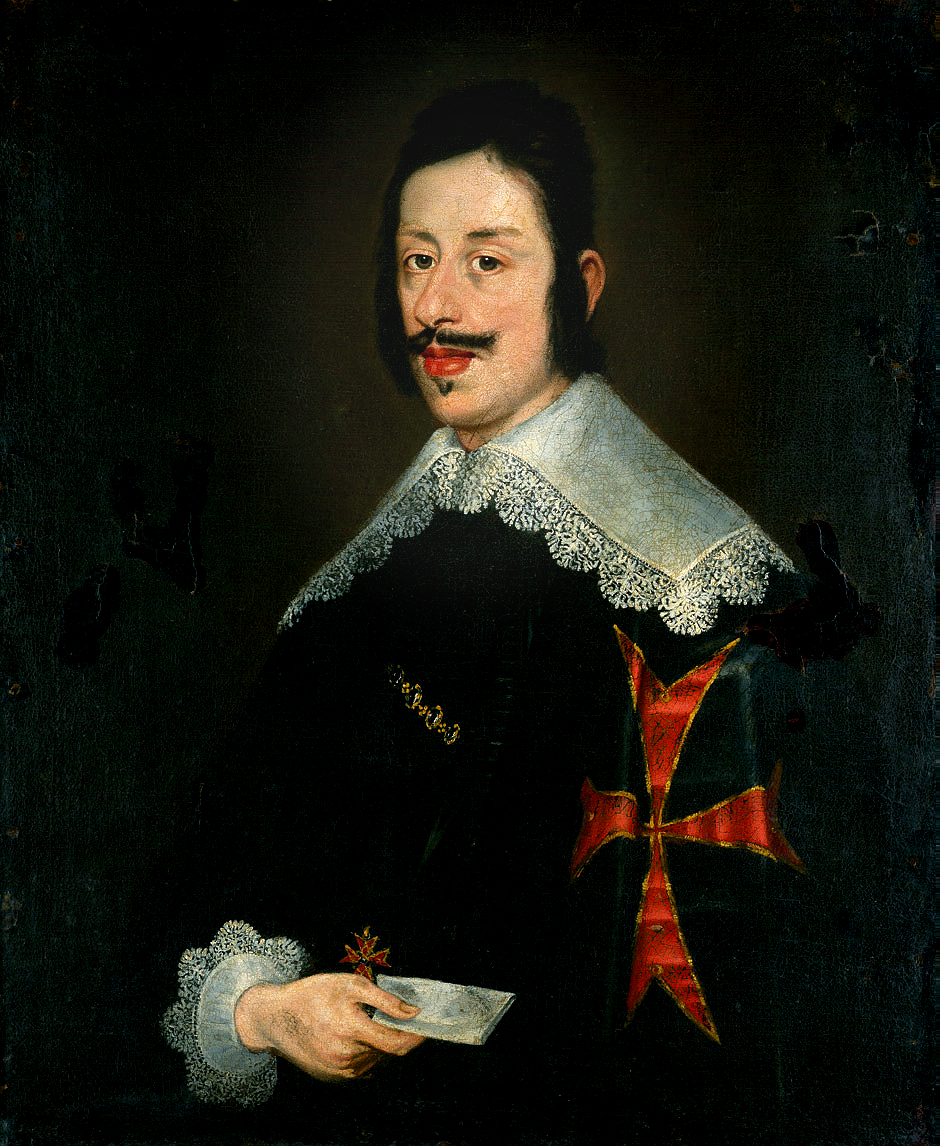
Fernando II de Médicis por Justus Sustermans

Caído en desgracia entre los Barberini por el texto precitado, las intervenciones de sus amigos Giovanni Battista Ciampoli y Cassiano Dal Pozzo no sirvieron para mejorar la situación, y Gaudenzi tuvo que buscar un nuevo destino, diplomáticamente distante de Roma, y lo encontró en Pisa, donde en 1628 comenzó a trabajar en la universidad como lector de "cartas humanas". Aunque el monto del salario era atractivo (500 escudos por año), Gaudenzi no se resignó a este confinamiento de facto, pero no tenía esperanzas de regresar a Roma. Recibió una carta en 1631 en la que Muzio Vitelleschi le explicó la abierta "prevención" del cardenal Francesco Barberini, y la esperanza de poder contar con la ayuda de Agostino Oreggi, su amigo, no duró mucho. Oreggi, quien había sido acusador de Galileo (del que Gaudenzi era admirador) y era teólogo y camarero secreto del papa Urbano VIII, murió dos años después. 
Gaudenzi por lo tanto permaneció en la ciudad toscana y estableció nuevas relaciones culturales allí, acercándose a la Accademia dei Disuniti con la que comenzó una interacción conspicua; asumió el seudónimo de Spento, con el cual firmó varias disertaciones sobre temas profundos. Mientras tanto,  había surgido una relación epistolar con Alessandro Tassoni, quien desde Bolonia había saludado su traslado a Pisa con cierto énfasis ya que de esta manera evitaba a los Barberini y su dolorosa influencia..También mantuvo correspondencia con Leone Allacci, Sforza Pallavicino, Claude Bérigard, Luca Olstenio, Vincenzo Renieri, Nicolò Heinsius y otros. 
Su papel en Pisa, en la universidad del Gran Duque de Toscana Fernando II, creció y Gaudenzi fue mencionado junto con Rodríguez de Castro y Bérigard como uno de los tres académicos que ilustraron la universidad con habilidades actualizadas. Posteriormente la evaluación de Girolamo Tiraboschi fue de un signo diferente: al registrar la gran cantidad de obras escritas por él, especifica que "simplemente merece ser nombrado por querer abrazarlo todo, y por ser un escritor superficial y ligero".
En 1639 volvió a entrar en contacto con los jesuitas y en 1640 el Santo Oficio puso sus obras bajo advertencia. Su Sobre el origen de las guerras de Italia nunca se publicó, y de hecho le valió una amenaza casi explícita del Santo Oficio de recurrir al uso de "medios adecuados" para hacerlo "estar callado".

## Obras (selección)
- De incertudine calvinianae doctrinae, tractatus (Roma 1623)
- De Dogmatibus et ritibus veteris Ecclesiase haereticorum huius teporis, et praesertim Calvinianorum testimonia (Roma 1625)
- Declamaciones octo. Orden extra habitae año 1629 (Florencia 1630)
- En obitum Reginae Polonorum (Florencia 1631)
- Contradicción moral en torno a la sospecha. Discurso en la muerte del ya generalísimo Valenstein (Pisa 1634)
- De Justinianaei saeculi moribus nonnullis (Florencia 1637)
- Mulctras finas Apologeticon Tyronis litterariii (Florencia 1638)
- De dogmatum Origenis cum philosophia Platonis comparatione, Saelebrae Tertullianeae. De vita Christianorum ante tempora Constantini (Florencia 1639)
- De Pythagorea animarum transmigratione (Pisa 1641)
- De Philosophiae apud Romanos initio et progressu (Pisa 1643)
- Della Disunita Accademia accrescimento, opereta de Paganino Gaudentio, en la que el autor defiende juntos a algunos historiadores contra las acusaciones de Agostino Mascardi (Pisa 1644)
- La Galleria dello inclito Marino considerada proviene de Paganino con algunas composiciones del mismo Paganino (Pisa 1648)